# Gerrit Maritz

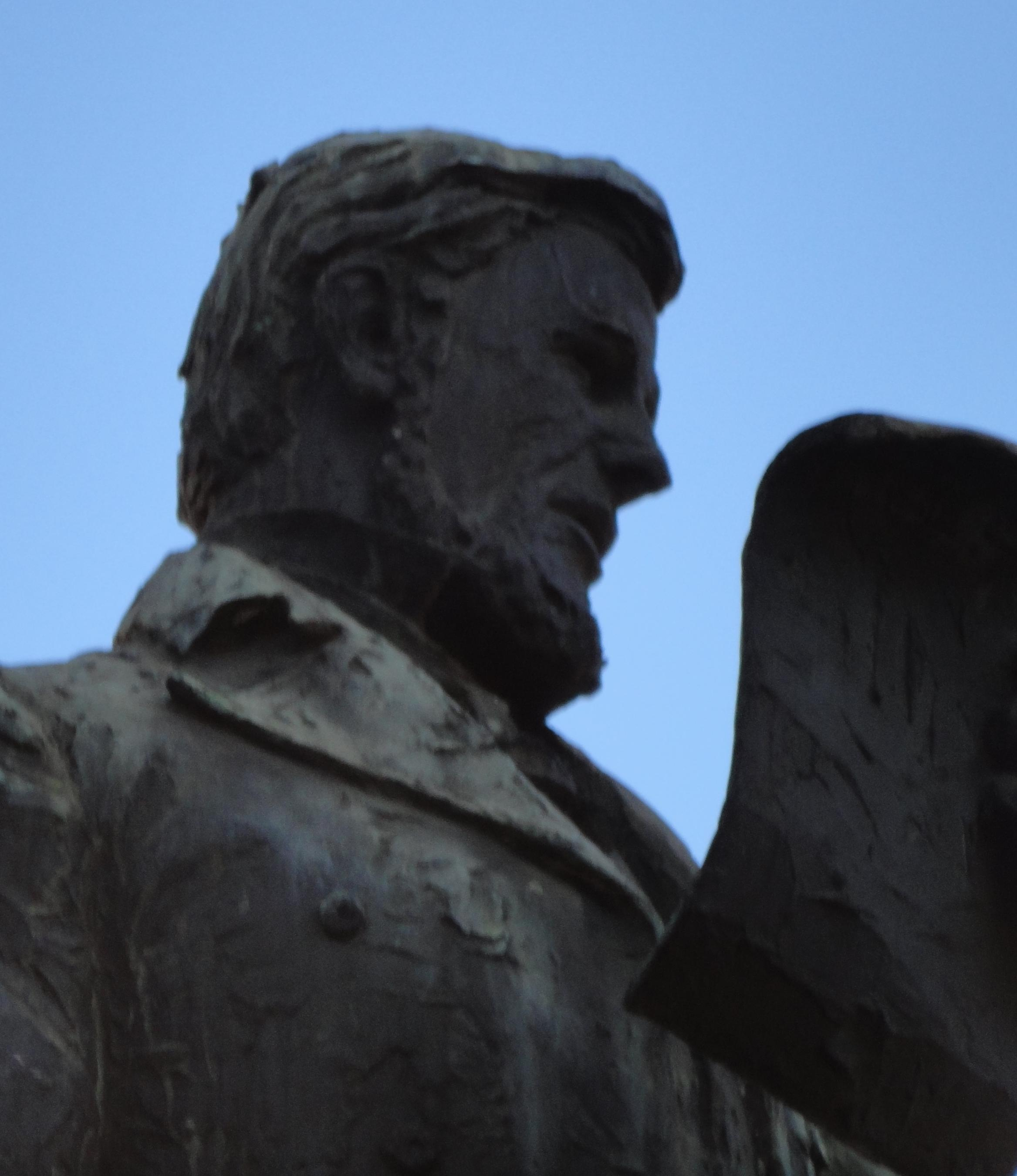
Gerrit Maritz

Gerhardus (Gerrit, Gert) Marthinus Maritz (ur. w marcu 1798 w pobliżu Graaff-Reinet, zm. 23 września 1838 w Sooilaer) – burski polityk, jeden z przywódców wielkiego treku.
Początkowo zajmował się kowalstwem, następnie wytwarzaniem powozów. Na tej drugiej działalności dorobił się znacznego majątku. W wyniku ustawy z 1833 znoszącej niewolnictwo na całym obszarze Imperium brytyjskiego stracił niemal 1000 funtów. Dodatkowo, w wojnie z Xhosa z lat 1834–1835 jego brat został ranny. Wydarzenia te wpłynęły na opuszczenie przez niego (na czele grupy Burów) Kolonii Przylądkowej we wrześniu 1836. Po dotarciu na wyznaczone miejsce spotkania wszystkich trekkerów zaangażował się proces politycznej organizacji wędrujących Afrykanerów. Był jednym z twórców przyjętego 2 grudnia 1836 aktu zwanego konstytucją z Thaba Nchu. Został wybrany przewodniczącym Rady Obywatelskiej (Rady Ludowej) oraz landdrostem. Piastując te stanowiska rywalizował o wpływy z Andriesem Hendrikiem Potgieterem. Dążył do przekształcenia formującej się społeczności w jednolitą wspólnotę, posiadającą jasno określoną organizację, a także własne, wybieralne, władze. Dzięki poparciu kolejnego lidera, który zdecydował się na emigrację, Pieta Retiefa, udało mu się doprowadzić do rewizji konstytucji z grudnia 1836. W wyniku tych zmian objął funkcję przewodniczącego Rady Politycznej. Kilka miesięcy później wystąpił przeciwko niedawnemu sprzymierzeńcowi, wskazując na jego nadmierne ambicje i autorytarny styl sprawowania władzy. Opowiadał się za dalszą migracją w kierunku Natalu. Po zamordowaniu Retiefa przez Zulusów (6 lub 8 lutego 1838) stał się najważniejszym, obok Potgietera, przywódcą trekkerów. Zmarł we wrześniu 1838.